# Dezső Ránki
Dezső Ránki (Budapest, 8 settembre 1951) è un pianista ungherese, concertista virtuosistico, con un vasto repertorio ed una importante discografia in brani da solista, in duetto e nei concerti per pianoforte.

## Biografia
Nato a Budapest, iniziò a prendere lezioni di pianoforte all'Accademia di Musica di Budapest all'età di otto anni. A tredici anni si iscrisse al Conservatorio di Budapest e dal 1964 al 1969 è allievo di Klára Máthé. Successivamente studiò dal 1969 al 1973 presso l'Accademia musicale Franz Liszt, con i suoi mentori Pál Kadosa e Ferenc Rados. Tra i suoi compagni di classe c'erano rinomati pianisti András Schiff e Zoltán Kocsis. Con Kocsis partecipò a due documentari ungheresi, al tour della Budapest Symphony Orchestra degli USA 'Tizenhatezer Kilometer... A MRT Szimfonikus Zenekara Amerikaban' (1971) e 'Kocsis Zoltán es Ránki Dezső - Kettős Arckép' (1976) 'Kocsis Zoltán e Ránki Dezső - Doppio ritratto'.
Dal momento in cui Ránki vinse il primo premio al Concorso Internazionale Schumann a Zwickau, ha avuto una carriera internazionale esibendosi in Europa, Scandinavia, Unione Sovietica, Stati Uniti e Giappone. Il suo repertorio spazia dal periodo classico (Mozart, Beethoven), passando per i romantici (Schumann, Brahms) fino alle opere contemporanee (Kurtag). Ha dato la prima del concerto per pianoforte (1984) di Zsolt Durkó.
Ha suonato con la Berliner Philharmoniker, la London Philharmonic Orchestra, il Concertgebouw (Amsterdam), l'Orchestre National de France sotto direttori del calibro di Sir Georg Solti, Sándor Végh, Lorin Maazel e Zubin Mehta. Ha ricevuto due volte il Premio Kossuth, il più alto riconoscimento culturale in Ungheria.
Dal 1985 Ránki si esibisce spesso in duetti con la moglie Edit Klukon. Insieme hanno un figlio, Fülöp Ránki, che è anch'egli un abile pianista. È stato professore all'Accademia Ferenc Liszt di Budapest.

## Discografia
Ránki ha registrato principalmente per Hungaroton; la sua ampia discografia comprende:
- Bartók: Three Burlesques Op. 8c / Allegro Barbaro / The First Term At The Piano / Sonatina / Rumanian Folk Dances / Rumanian Christmas Carols / Suite Op. 14 / Three Hungarian Folk-Tunes (Hungaroton, 1967)
- Schumann: Piano Concerto in la minore Op. 54 (Hungaroton 1970)
- Chopin: Etudes, Op. 10 / Nocturne in si maggiore, Op.9/3 / Ballade in fa maggiore, Op. 38 / Ballade in sol minore, Op. 23 (Hungaroton 1971)
- Beethoven: Sonata n.8 do minore, Op. 13 'Pathétique' , Sonata n.24 in fa diesis maggiore, Op. 78 , Sonata n.21 in do maggiore, Op. 53 'Waldstein' (Hungaroton 1971)
- Mozart: Sonata per Two Pianos in re maggiore, K448 / Ravel Ma Mère l'Oye / Brahms Variations on a Theme of Haydn, Op. 56b con Zoltan Kocsis (Hungaroton1973)
- Mozart: Concerti per Two e Three Pianos, con Zoltán Kocsis, András Schiff, Hungarian State Orchestra, János Ferencsik (Hungaroton 1973)
- Schumann: Carnaval / Waldszenen (Hungaroton 1973)
- Schubert: Wanderer Fantasie, Klavierstück in mi♭, Piano Sonata in sol (Hungaroton 1974)
- Schubert: Sonata in si bemolle maggiore, Impromptus (Denon 1975)
- Bartók: Sonata per due Piani e Percussioni, con Zoltán Kocsis, Ferenc Petz, József Marton (Hungaroton 1976)
- Mozart: Complete Keyboard Solo Music (Hungaroton 1976)
- Bartók: Mikrokozmosz, per Children (1908-1909) (Hungaroton 1977)
- Debussy: Images I-II / Children's Corner / L'Isle Joyeuse (Hungaroton 1977)
- Liszt: Dante Sonata (Hungaroton 1978)
- Mozart: Sonatas per Piano Duet (complete) con Zoltán Kocsis, (Hungaroton 1978)
- Mozart: Piano Concertos: n. 9 & n. 14 (Hungaroton 1978)
- Stravinsky: Három Tétel A Petruskából / Piano-Rag-Music / Tango / Szerenád A-ban / Szonáta (Hungaroton 1979)
- Schumann: Kinderszenen Op.15 / Fantasy Op.17 / Arabeske Op.18 (Hungaroton 1979)
- Beethoven: Sonate e Variazioni per violoncello e Piano (Complete) con Miklós Perényi (Hungaroton 1979)
- Mozart: Piano Quartets KV 478 & 493, con l'Éder Quartet (Telefunken 1979)
- Brahms: Piano Quintet in fa Minore Op. 34, con il Bartók Quartet (Hungaroton 1980)
- Weiner, Strawinsky, Bartók, Schumann, Verdi, Debussy (opere per clarinetto) con Kálmán Berkes
- Chopin: Preludes (Hungaroton 1982)
- Lieder di Schubert, Schumann, Brahms, Liszt, Wolf (Hungaroton 1982)
- Brahms: Horn Trio / Beethoven Horn Sonata / R. Strauss Andante con Ferenc Tarjáni, Gábor Takács-Nagy (Hungaroton 1983)
- Ravel: Sonatine, Valses Nobles et Sentimentales, Gaspard de la nuit, Menuet sur le nom d'Haydn, Prelude (Hungaroton 1984)
- Brahms: Intermezzi op.116-119, Ballades op.10, (Harmonia Mundi France 1994)
- Bartók: Piano Concerto n. 3, Three Burlesques, Allegro Barbaro, Suite Op. 14 (Hungaroton 1994)
- Satie: Socrate, Liszt Via Crucis con Edit Klukon, (Budapest Music Center Records 2005)

## Premi
- 1972 Grand Prix du Disque for Chopin recital (1971)
- 1973 Liszt Prize
- 1978 Kossuth Prize
- 1982 Art Prize of City of Budapest
- 1984 Merited Artist
- 1988 Bartók-Pásztory Award
- 1990 Excellent Artist
- 2005 Prima Primissima Award
- 2006 Bartók Memorial Award (Herend)
- 2007 For Hungarian Art
- 2008 Premio Kossuth